# Kville saluhall

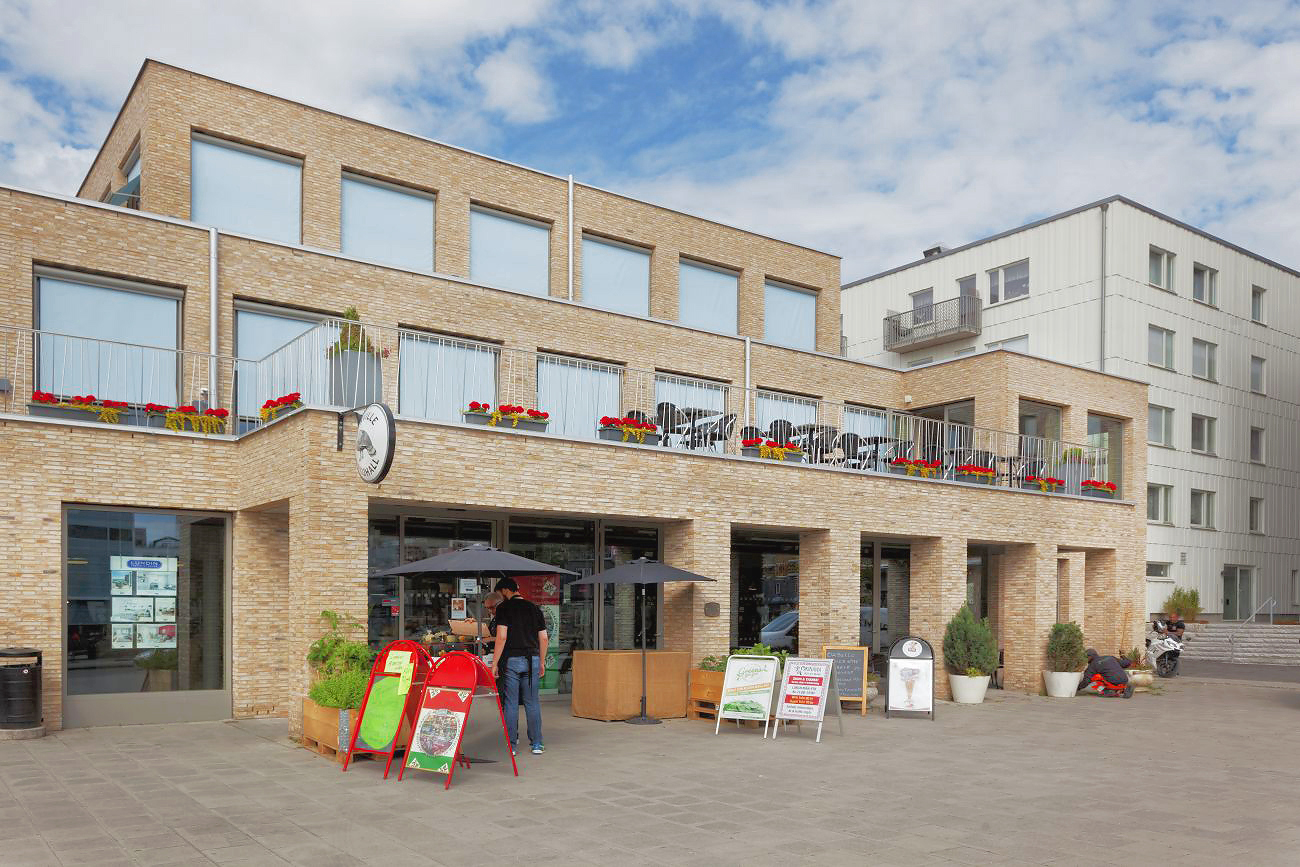
Kville saluhall, juni 2016.

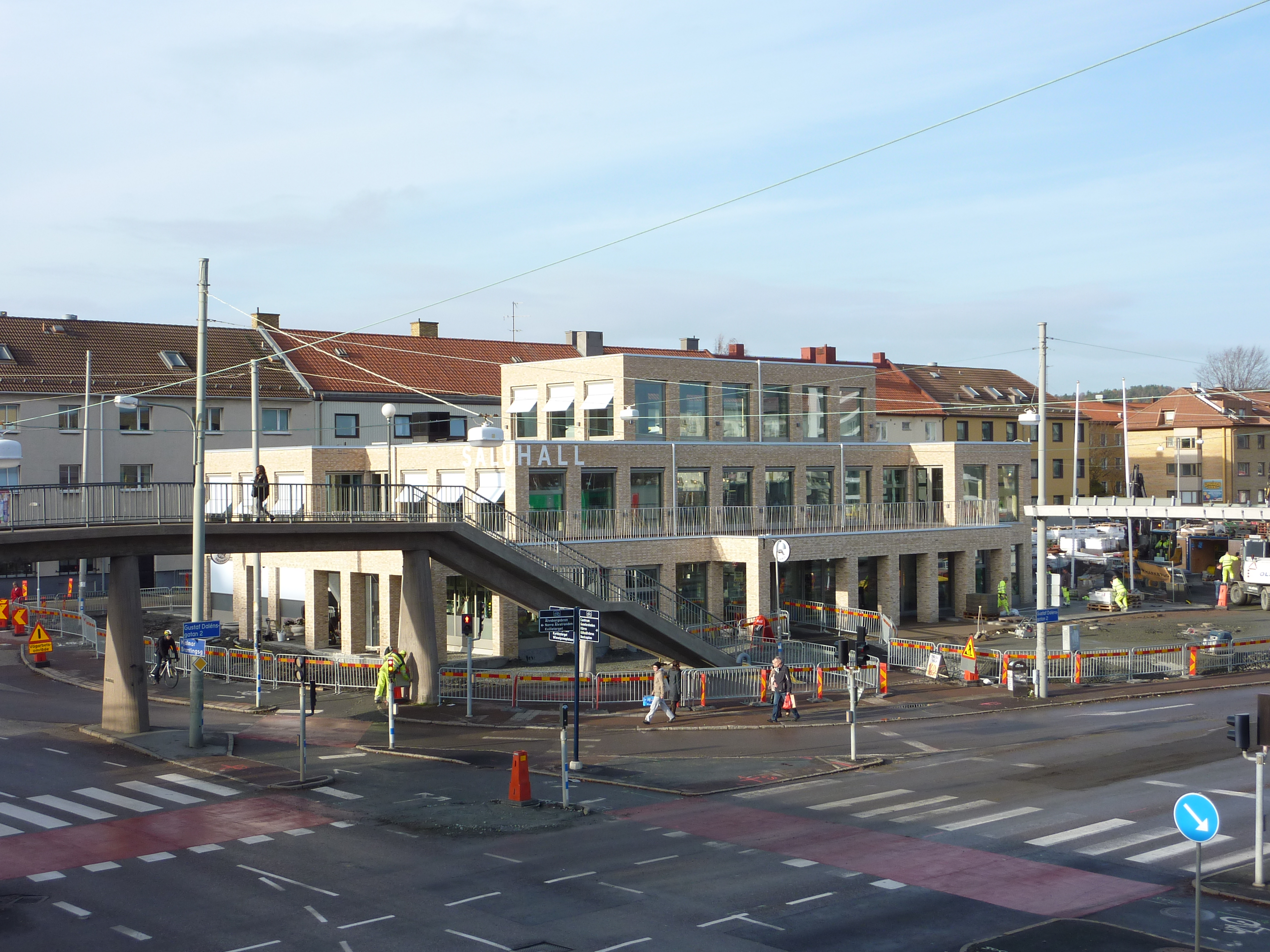
Kville saluhall, november 2013.

Kville saluhall är en saluhall belägen i stadsdelen Kvillebäcken i stadsdelsnämndsområdet Lundby på Hisingen i Göteborg. Byggnaden ritades av Gustav Appell Arkitektkontor och invigdes den 21 september 2013. Saluhallen ägs av det kommunala bolaget Göteborgslokaler, men förvaltas av Millennium Tower AB. I saluhallen bedrivs bland annat försäljning av livsmedel som kött, fisk och skaldjur. Det finns också bageri och café samt ett brett utbud av restauranger.

## Priser och utmärkelser
2014 tilldelades Kville saluhall Yimbypriset ("Yimby Göteborgs stora pris till Albert Lilienbergs minne") samt Per och Alma Olssons fonds pris till årets bästa byggnad i Göteborg. 2015 var den nominerad till EU:s pris för samtidsarkitektur och till Kasper Salin-priset 2013.